# De Zwethheul
De Zwethheul was een restaurant in de Nederlandse buurtschap De Zweth. Het restaurant had sinds 1990 een Michelinster (onder Fred Mustert) en sinds 2005 twee sterren (onder Erik van Loo). Na het vertrek van Van Loo behield het restaurant dat overging in de handen van Mario Ridder zijn twee sterren, tot de sluiting in 2015.

## Locatie
Het restaurant was gelegen aan de oostzijde van de Schie, op de plek waar het riviertje Zweth uitmondt op het grotere water. De buurtschap Zweth is gelegen tussen Rotterdam en Delft. De plaats behoort tot Schipluiden in de gemeente Midden-Delfland. Op de grond van De Zwethheul stond vanaf 1685 een herberg. In het dorpje was vroeger veel bedrijvigheid. Er waren onder meer een bierbrouwerij, een graanpakhuis en een olieperserij te vinden.
Na de Tweede Wereldoorlog kreeg het gebouw een eerste horecafunctie als Café Zwethheul. De zoon van de vroegere cafébaas: Cees Wiltschut gooide in de jaren 80 het roer om en realiseerde een luxe restaurant. Het oude pand werd in de loop der jaren steeds uitgebreid en vernieuwd.

## Geschiedenis

### Tijdperk Mustert
In 1989 verliet chef-kok Niek Welschen samen met kelner Henk Tekelenburg restaurant De Zwethheul. Ze gingen samen aan het werk in restaurant La Rive Gauche in het Rotterdamse Zuiderpark. Welschen werd als chef-kok opgevolgd door Fred Mustert, hij was al sinds 1983 werkzaam in de keuken van De Zwethheul. Bij de uitreiking van de Michelinsterren in 1990 ontving Zwethheul, destijds onder leiding van Fred Mustert, de eerste ster.

### Tijdperk Van Loo
Mustert vertrok in 1995 naar het restaurant La Vilette aan de Rotterdamse Westblaak. Eigenaar Cees Wiltschut trok op 1 juni 1995 Erik van Loo aan als de nieuwe chef-kok van De Zwethheul. Hij werkte op dat moment nog bij Restaurant Duurstede, reeds onderscheiden met één Michelinster. Onder Van Loo kreeg De Zwethheul in 2005 een tweede ster.

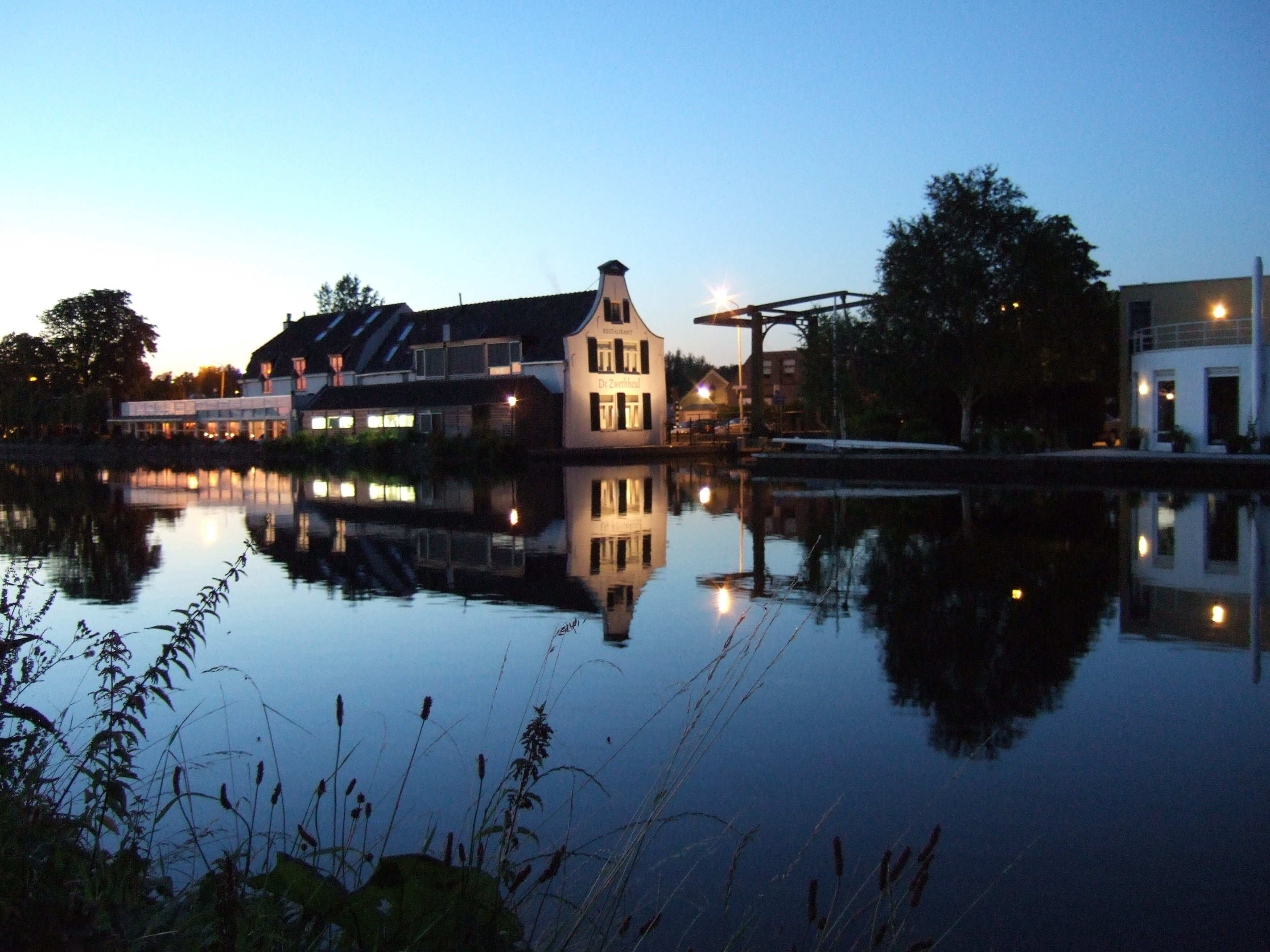
De Zwethheul vanaf overzijde water in 2007.

### Tijdperk Ridder
Op 1 juni 2006 nam chef-kok Erik van Loo, Restaurant Parkheuvel over van Cees Helder. De eigenaar van De Zwethheul Cees Wiltschut werd verrast door het vertrek van Erik van Loo. Hij vond snel een nieuwe chef, namelijk Mario Ridder, de voormalig souschef van Parkheuvel. Ridder nam op 13 januari 2009 De Zwethheul over van Cees Wiltschut.

### Sluiting
Het restaurant sloot op 8 januari 2015 en werd opgevolgd door restaurant Aan de Zweth van chef-kok Joris Peters. Ridder vertrok met zijn hele team naar het Rotterdamse Hiltonhotel om daar restaurant Joelia te openen.

## Naam
Het restaurant is vernoemd naar het naastgelegen riviertje 'Zweth' en de oudnederlandse benaming voor een overdekt water: 'heul'.